# Altar

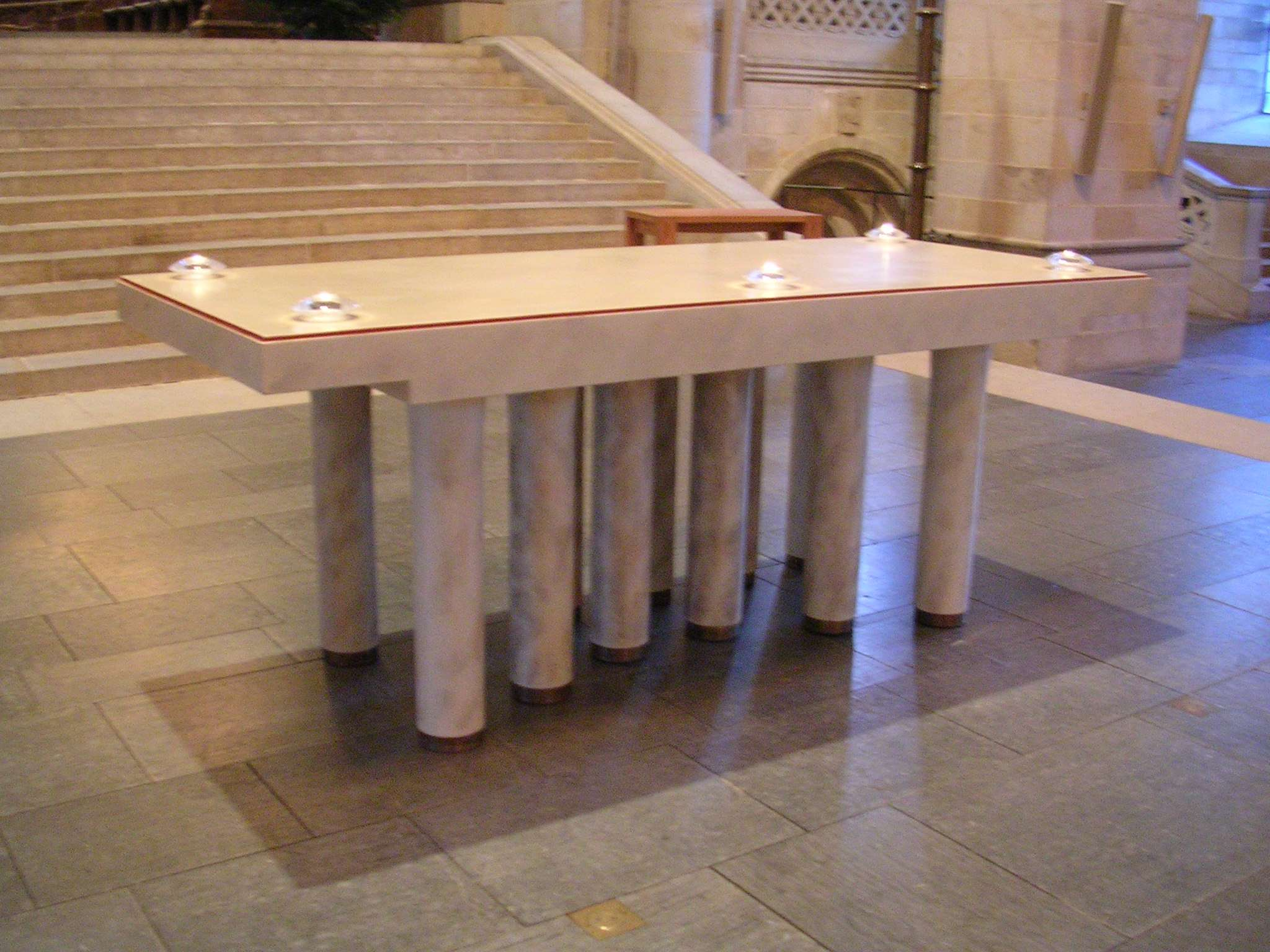
Altar en la Catedral de Lund, en Suecia.

Un altar (del latín altare, de altus, "elevación") es una estructura consagrada al culto religioso, sobre el cual se hacen ofrendas o sacrificios. En algunas civilizaciones antiguas, para designar un altar de piedra, se utilizaba el término ara (plural, aras), que también es común en la francmasonería para denominar el sitio central en el que se coloca el libro sagrado o el libro de la ley. La más conocida de ellas es el Ara Pacis de la Roma Imperial.
La palabra altar, en griego θυσιαστήριον (véase:θυσία), aparece veinticuatro veces en el Nuevo Testamento. En la teología cristiana católica y ortodoxa, la Eucaristía es una re-presentación, en el sentido literal del único sacrificio de Cristo en la cruz que se hace «presente de nuevo». De ahí que la mesa sobre la que se consagra la Eucaristía se denomine altar.

## Etimología
La palabra moderna inglés altar derivó del inglés medio altar, del inglés antiguo alter, tomado del latín altare («altar»), probablemente relacionado con adolere («quemar»); por tanto, «lugar ardiente», influenciado por altus («alto»). Desplazó a la palabra nativa del inglés antiguo wēofod.

## El altar en la historia

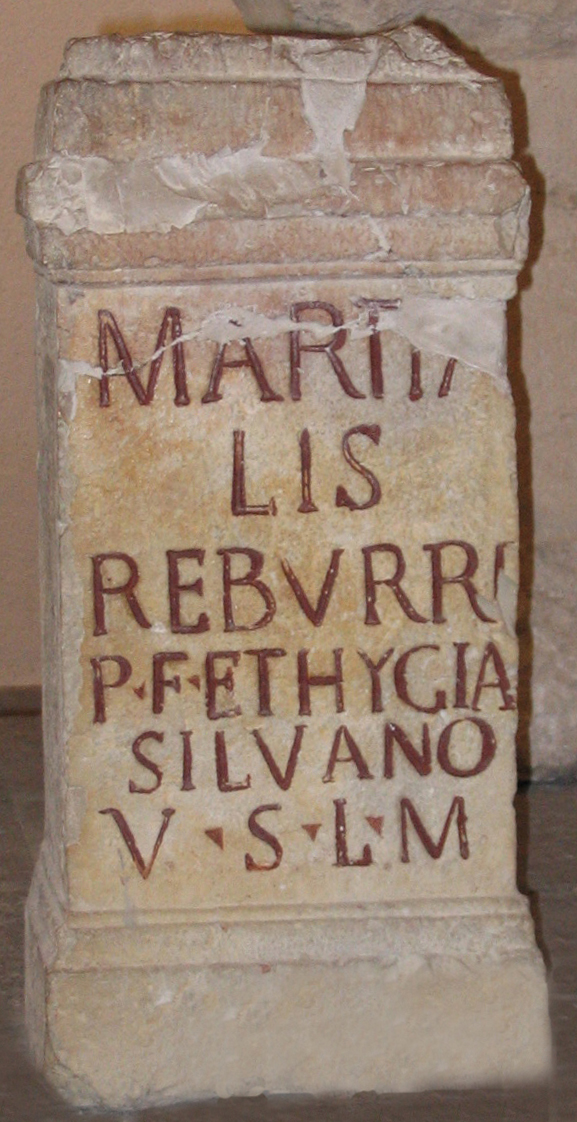
Ara votiva dedicada a Silvano,.

### En la Antigüedad
En la Antigüedad un altar era un lugar elevado o alto (en su origen, un simple montículo de tierra o de piedra) o bien una tabla colocada sobre unas gradas, en el que se depositaban ofrendas o se celebraban sacrificios a la divinidad.

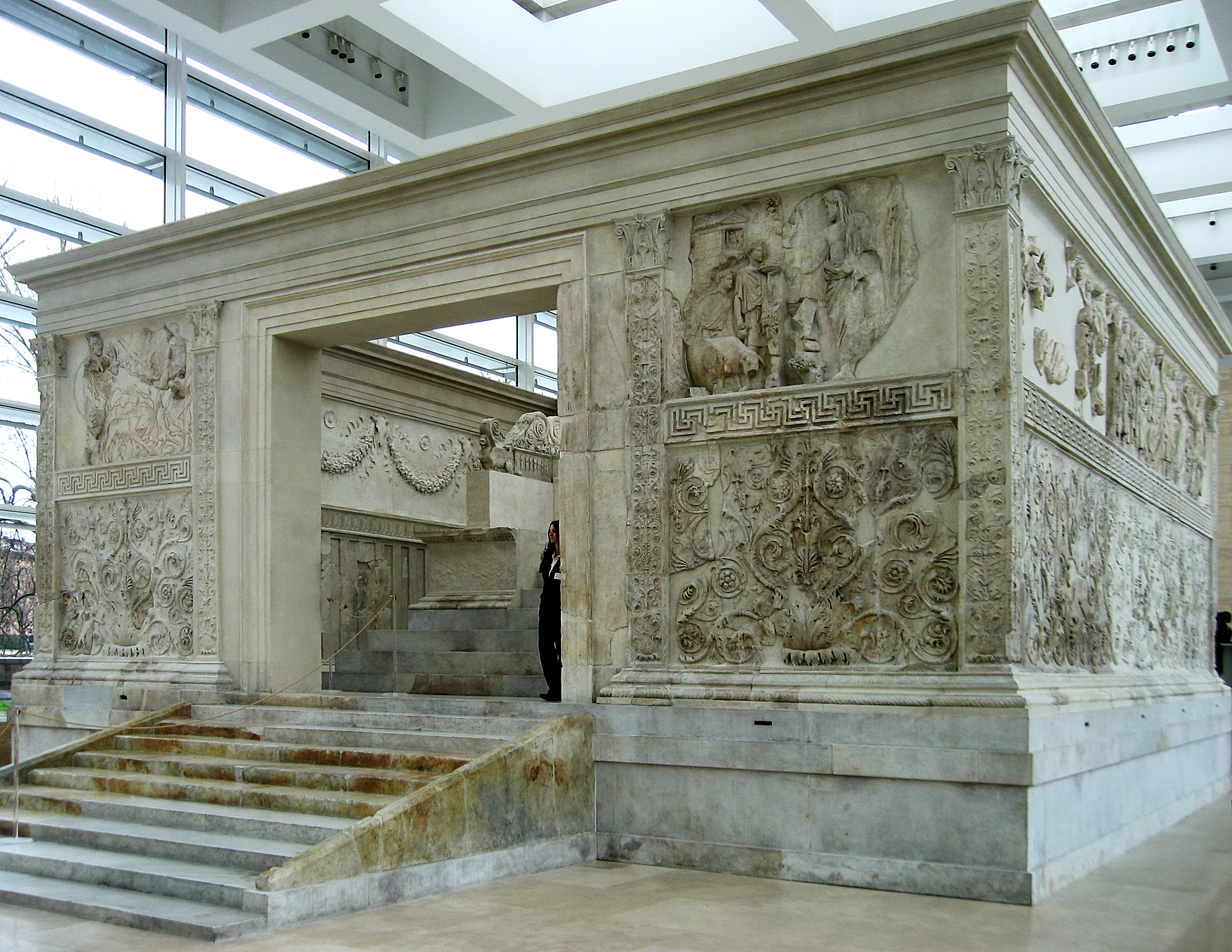
El Ara Pacis, del emperador Augusto

### Grecia y Roma antiguas
En el mundo clásico greco-romano los altares o aras se usaban para sacrificios de sangre, ofrendas sin sangre y libaciones con vino. Existían altares públicos (en templos, plazas, campamentos militares) y altares privados o domésticos (elemento de la casa ante el cual la familia efectuaba sus devociones). También eran frecuentes las aras votivas, dedicadas a algún dios en consideración por un beneficio recibido.

### Inicios del cristianismo
En los comienzos del rito cristiano se utilizaban mesas de madera más o menos trabajada que se podían desplazar para los oficios (los primeros lugares de culto no eran, necesariamente, lugares específicos dedicados al mismo). Estas mesas eran también llamadas altares. Vea Hebreos 13.10. La razón teológica es importante, porque para la iglesia primitiva la Santa Cena fue una conmemoración, y una repetición, del sacrificio de Cristo, quien fue ofrecido "una vez para siempre". (Véanse Lucas 22:19; Hebreos 7:27; 9:12 y 26; 10:10-12.)[cita requerida]

### SiglosIV-XIId.C.
Fue a partir del siglo IV cuando los altares empezaron a colocarse en el ábside del templo. Más tarde, hacia el siglo XII, el altar permanecía inamovible, y para su confección se usaba tanto la piedra como el mármol u otros materiales nobles. Generalmente, el altar cubría un sepulcro sellado que contenía las reliquias de los mártires.[cita requerida]
Los altares tenían que tener siempre, en el lugar en el que se guardaban la hostia o el cáliz, una piedra de consagración (el ara), que habitualmente se colocaba en el centro del altar cristiano, generalmente embutida en su tablero, para la celebración de la Eucaristía.
Los altares mayores están decorados, generalmente, con retablos más o menos elaborados, que adquirieron su mayor relevancia durante la época del arte gótico.
En los primeros siglos, el altar se situaba en el centro del presbiterio[cita requerida], y el oficiante estaba de cara al oriente[cita requerida]; servía (sirve) para disponer, sobre él, los objetos rituales y de culto y para dar mayor relevancia al oficiante (habitualmente un sacerdote), de manera que quedara separado[cita requerida] del resto de los asistentes al oficio y subrayar su contacto más directo con la divinidad[cita requerida].
En la religión cristiana, por ejemplo, se compone habitualmente de una mesa donde el sacerdote ora, además de una serie de elementos simbólicos como, por ejemplo, una cruz latina (con o sin la figura de Jesucristo) o una vela, que representaban el principio y el fin con las letras alfa y omega.

### Francmasonería
Un altar se puede dedicar a un dios, un santo o personaje relevante de una creencia o de una persona o de una organización (por ejemplo, en una logia de la francmasonería puede aludir al Gran Arquitecto del Universo o Al Triunfo de la Verdad y el Progreso del Género Humano).

## Altares católicos

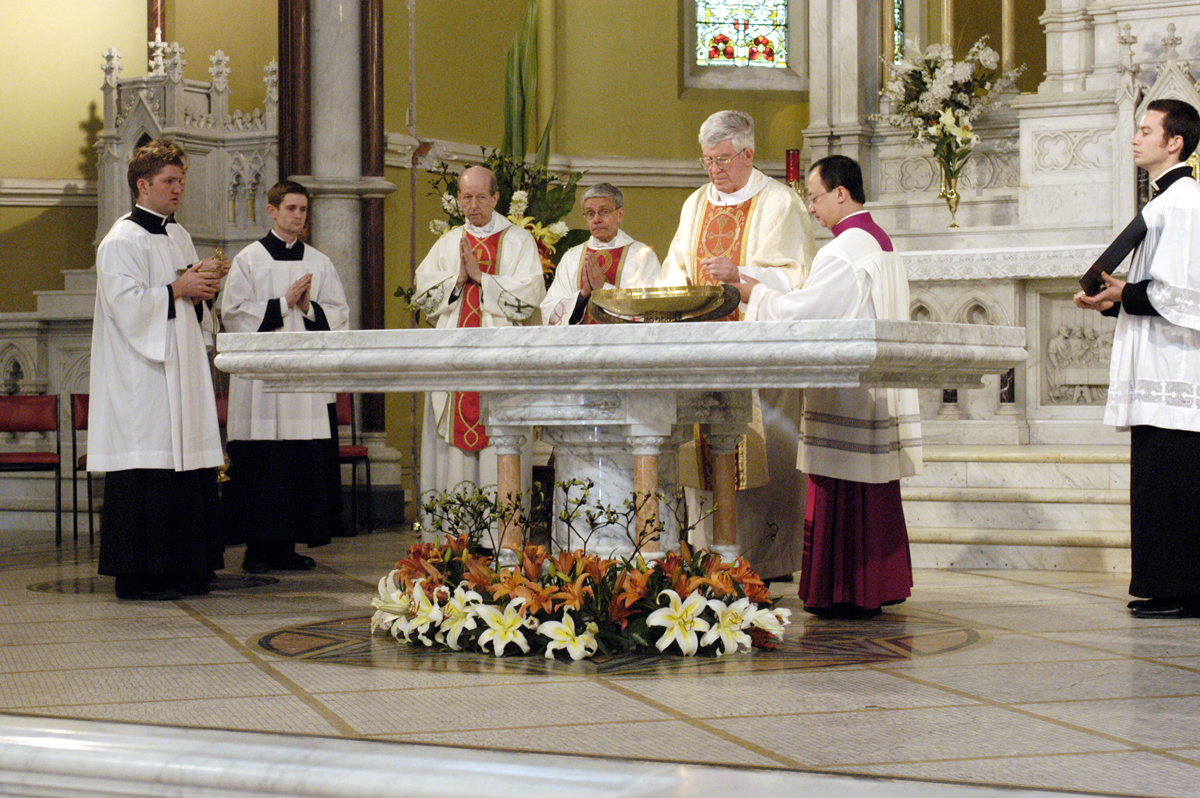
Altar de iglesia

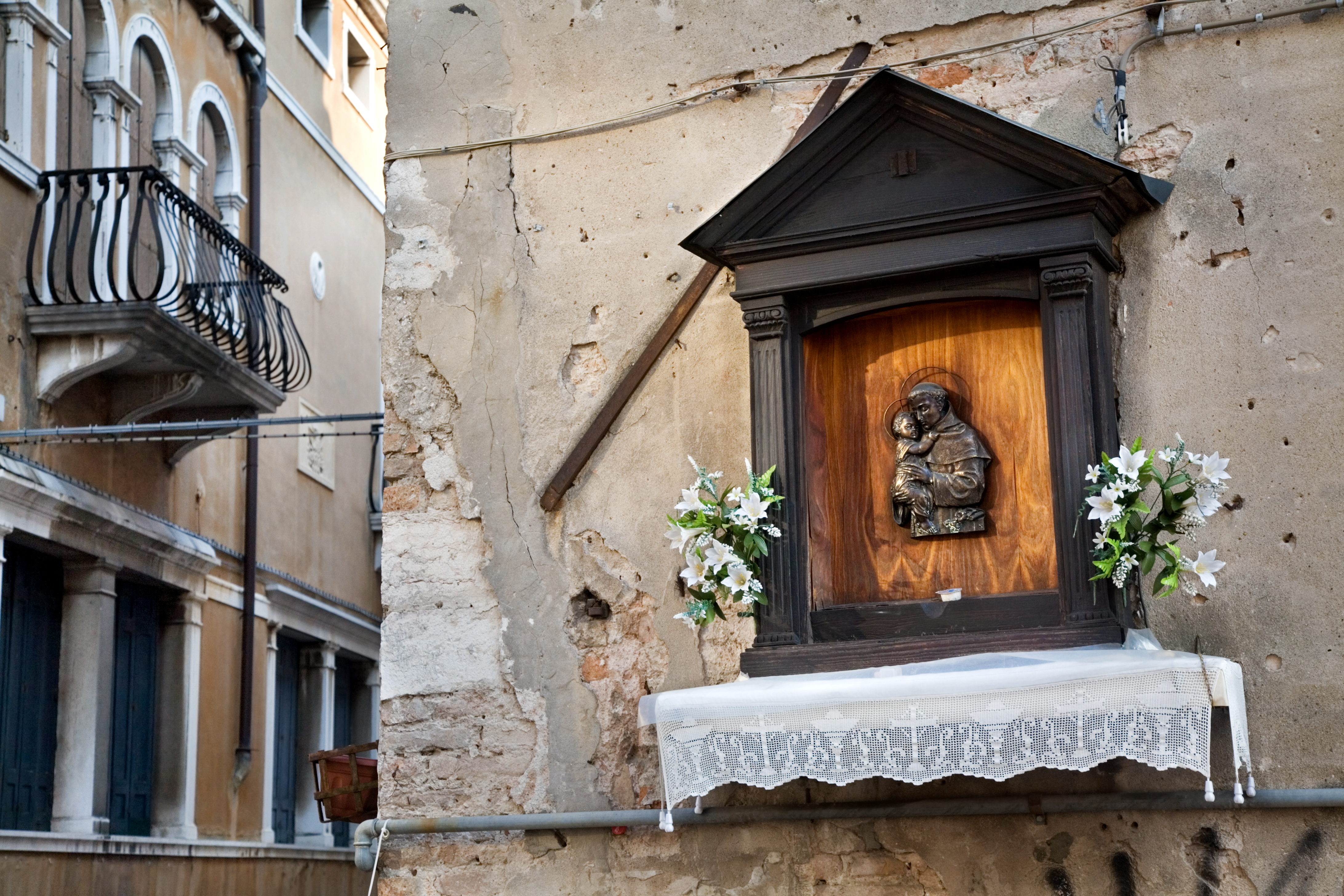
Altar en la calle

La Iglesia católica los adoptó desde su origen para la celebración de la misa pero hasta el siglo III debió servirse de mesas comunes de madera (aunque no exclusivamente), según afirman los historiadores y se infiere de las dos que se dicen fueron utilizadas por San Pedro en Roma. Llegado dicho siglo, si no antes y sin abandonar del todo los usos originales, se constituyó el altar con el sepulcro de algún mártir, colocando encima de él una gran lápida a modo de mesa.

### Tipos de altares en la antigua Roma
En las catacumbas de Roma se hallan indicios de cuatro formas de altares:
- los portátiles o movibles, a modo de trípode o de mesa,
- los fijos y aislados, que se componen de una lápida sobre un pie derecho en medio de un cubículum,
- los adosados a modo de sarcófago aplicado a un muro,
- los arcosolios o sepulcros de mártires insignes cuya tapa servía de mesa, bajo un arco o bovedilla en un nicho decorado.

### Constantino
Desde la paz constantiniana, se construyeron altares de mayores dimensiones que los movibles y adosados, dándoles la forma de mesa rectangular sostenida por una columna central o por cuatro en los extremos y colocándolos en medio del ábside o presbiterio de las basílicas, siempre sobre algún sepulcro de mártir, hasta que en el siglo VII empezó a encerrarse en ellos sólo algunas reliquias de diferentes mártires, como hoy es costumbre. Con alguna frecuencia se aprovechaban las mismas aras que pertenecieron a los gentiles, poniéndolas como sostén de los altares cristianos, según lo demuestran algunos ejemplares que hoy existen.

### Edad Media
Durante la Edad Media siguió el altar con las mismas formas descritas ya prismática, ya imitando un sepulcro, ya de mesa con una o más columnitas y casi siempre labrados en piedra, por lo menos, desde el siglo IV. Desde el siguiente, se hicieron raras las criptas debajo del altar y entonces se colocaban reliquias en una pequeña cavidad abierta en el soporte central de la mesa o en esta misma, envolviéndolas antes en un lienzo fino y encerrándolas en una botellita de vidrio o cajita de madera, sellada por el obispo consagrante del altar.

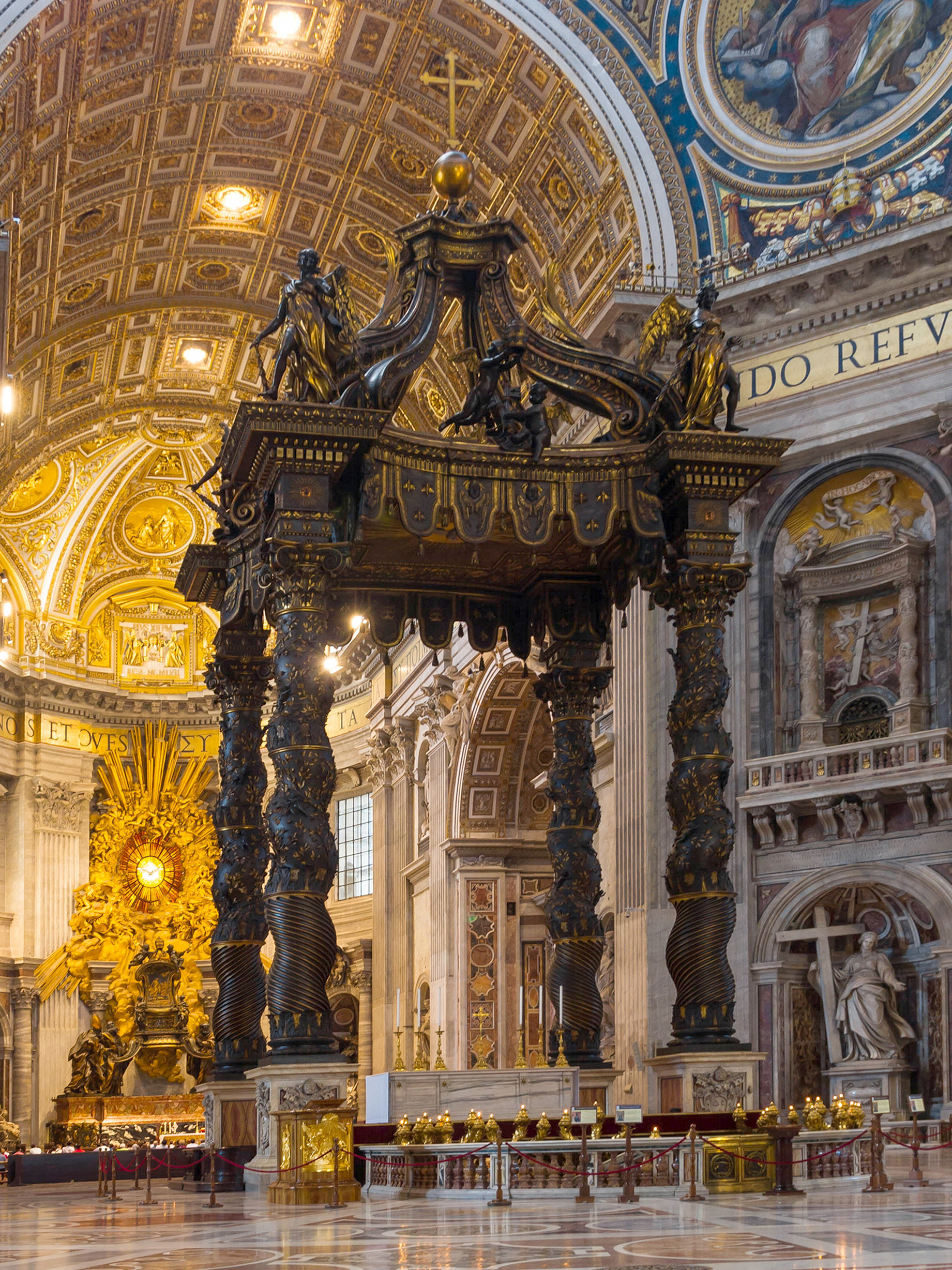
Altar mayor de San Pedro de Roma, en posición central y bajo el Baldaquino de Bernini.

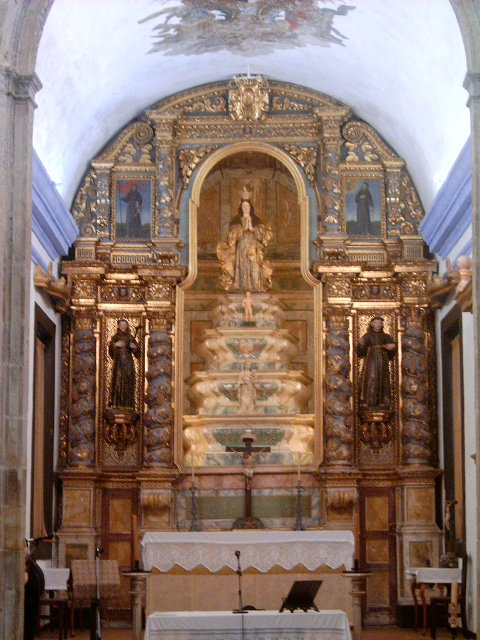
Altar mayor de la iglesia del convento de Santa María da Caridade, Sardoal.

### Altar mayor
La liturgia católica permite celebrar misas en cada una de las capillas de una iglesia, cada una con su propio altar, por lo que el principal recibe el nombre de altar mayor.
El altar mayor de cada iglesia continuó situado en el ábside principal o cabecera y en posición aislada. Sin embargo, al adoptarse los retablos en la época románica y, sobre todo, al tomar estos gran desarrollo en los siglos XIV y siguientes, se tuvo que adosar el altar en la mayoría de las iglesias, dejando de estar accesible por todos los lados.

## Hinduismo

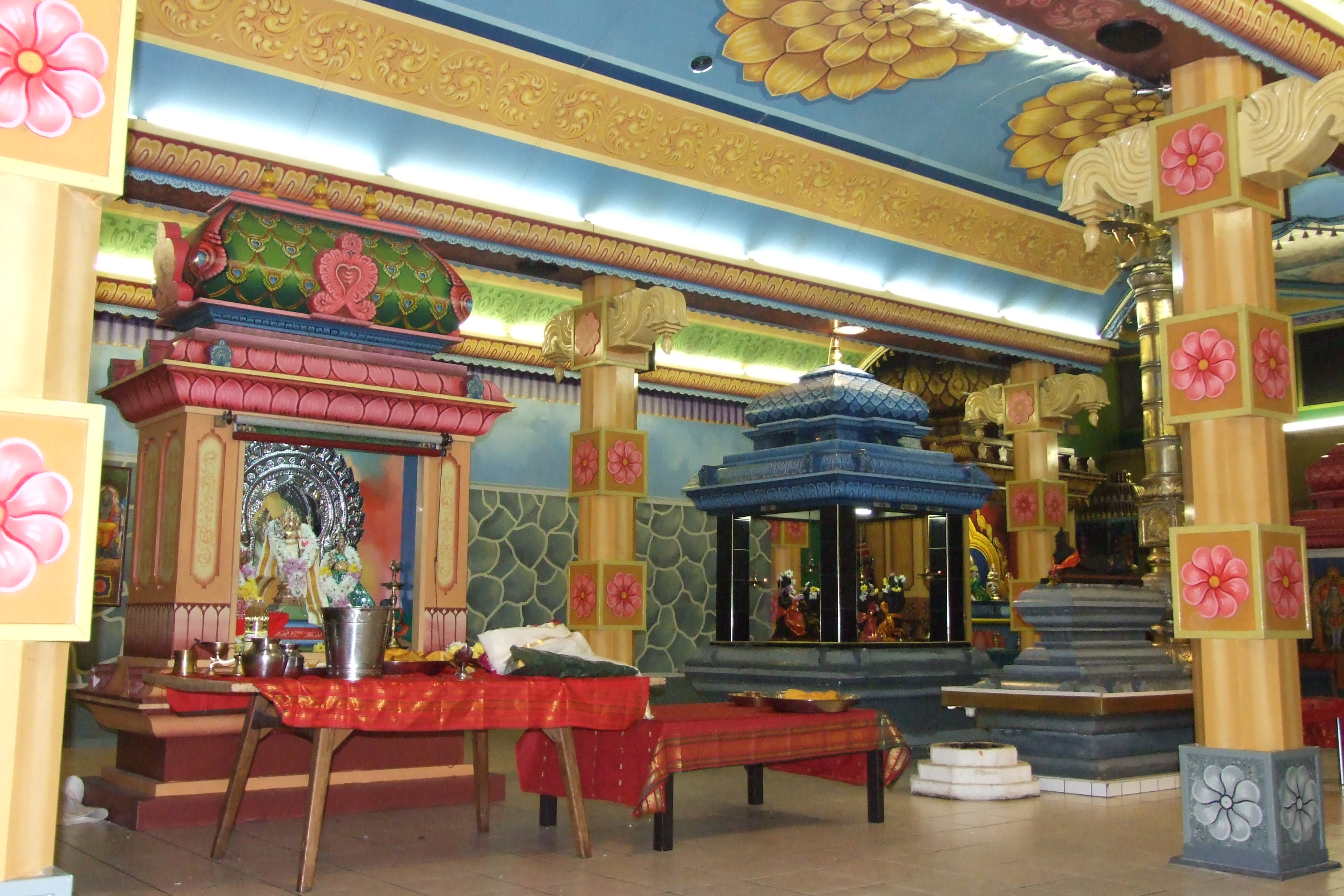
Murugan templo en Roermond, Holanda.

En el hinduismo, los altares suelen contener imágenes o estatuas de dioses y diosas. Los altares grandes y adornados se encuentran en los templos hindúes, mientras que los altares más pequeños se encuentran en los hogares y, a veces, también en las tiendas y restaurantes gestionados por hindúes. La palabra para templo es mandir (san: मन्दिर), el altar  como templo hipostasiado.

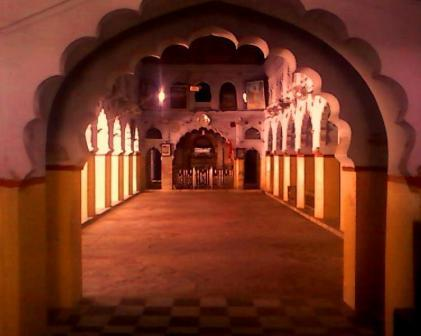
Shree Ganesh Mandir, Jhansi

En los templos del sur de la India, a menudo cada dios tiene su propio santuario, contenido en una casa en miniatura (concretamente, un mandir). Estos santuarios suelen estar dispersos por el recinto del templo, estando los tres principales en la zona principal. La estatua del Dios (murti) se coloca en un pedestal de piedra en el santuario, y se cuelgan una o más lámparas en el mismo. Suele haber un espacio para colocar la bandeja de puja (bandeja con ofrendas de adoración). En el exterior del santuario principal habrá una estatua del vahana o vehículo del dios. Los santuarios tienen cortinas colgadas en las entradas y puertas de madera que se cierran cuando las Deidades están durmiendo. Algunos templos del sur de la India tienen un altar principal, con varias estatuas colocadas sobre él.

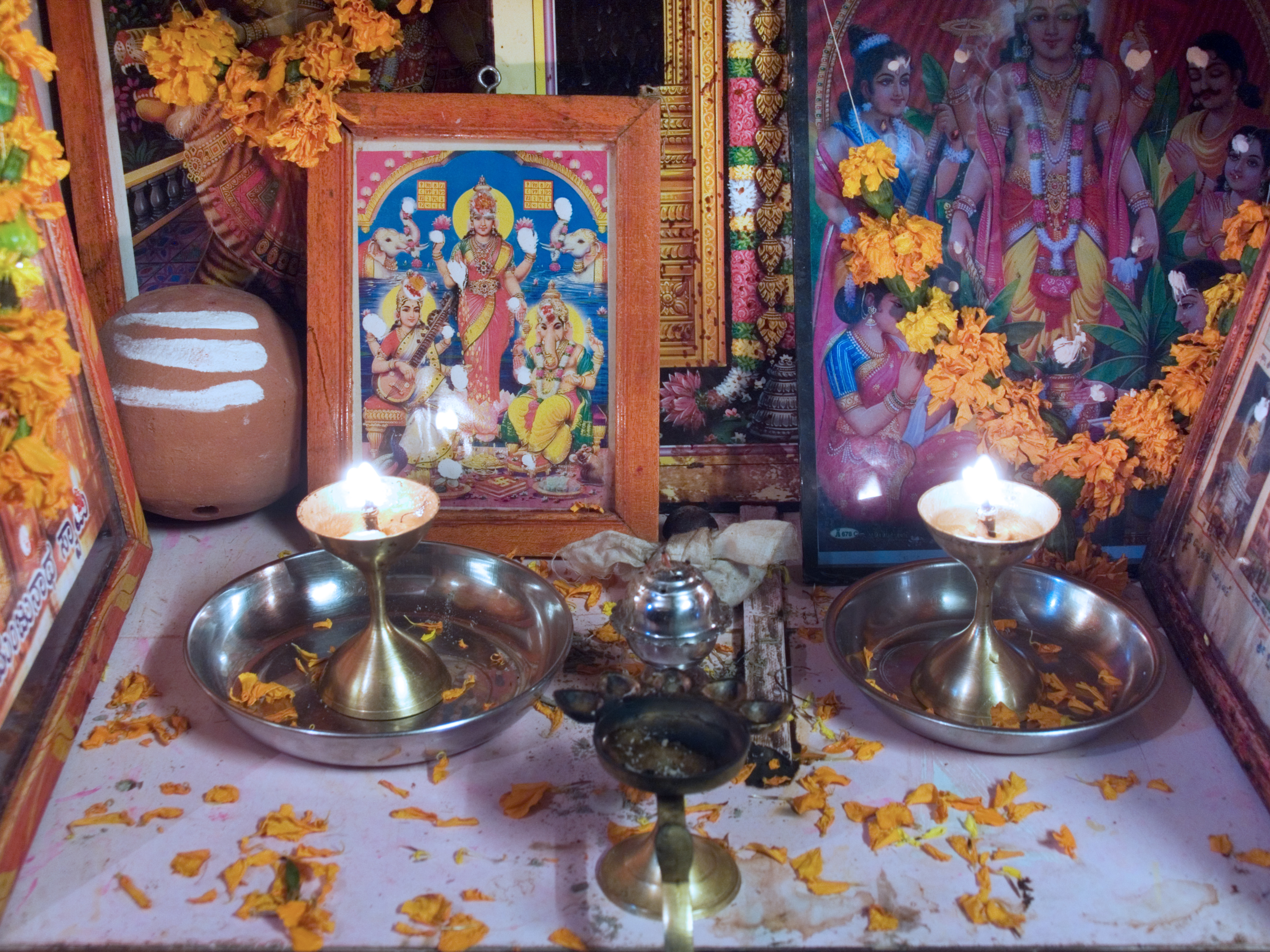
Un altar familiar en India.

Los templos del norte de la India suelen tener un altar principal en la parte delantera de la sala del templo. En algunos templos, la parte delantera de la sala está separada con paredes y se colocan varios altares en las alcobas. Las estatuas de los altares suelen estar en parejas, cada dios con su consorte (Radha-Krishna, Sita-Rama, Shiva-Parvati). Sin embargo, algunos dioses, como Ganesha y Hanuman, se colocan solos. En el altar pueden colocarse objetos rituales, como flores o lámparas.
Los santuarios caseros pueden ser tan sencillos o tan elaborados como el dueño de casa pueda permitirse. En la India y en países con grandes minorías hindúes, como Malasia y Singapur, se pueden adquirir santuarios grandes y adornados. Suelen ser de madera y tener suelos de baldosas para colocar las estatuas. En las paredes del santuario pueden colgarse cuadros. La parte superior del santuario puede tener una serie de niveles, como una torre gopuram en un templo. Cada altar hindú tendrá al menos una lámpara de aceite y puede contener también una bandeja con material de puja. Los hindúes con casas grandes reservarán una habitación como sala de puja, con el altar en un extremo de la misma. Algunos hindúes del sur también colocan un altar con fotos de sus familiares fallecidos en el lado derecho de la habitación, y les hacen ofrendas antes de hacerlas a los dioses.

## Taoísmo

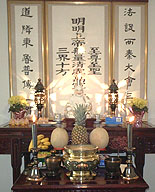
Un altar Ikuantaoista

Los altares taoístas se erigen para honrar a las deidades tradicionales y a los espíritus de los antepasados. Los altares taoístas pueden erigirse en templos o en casas particulares. Las tradiciones estrictas y las diferentes sectas describen los objetos que se ofrecen y el ritual que se lleva a cabo en los templos, pero la costumbre popular en los hogares es mucho más libre.
Las dinastías imperiales construyeron enormes altares llamados jìtán (祭坛) para llevar a cabo diversas ofrendas llamadas jìsì (祭祀). El Templo del Cielo de Pekín es una de ellas.
Casi todas las formas de la religión tradicional china implican el baibai (拜拜): inclinarse hacia un altar, con una barra de incienso en la mano. (Algunas escuelas prescriben el uso de tres palos de incienso en la mano a la vez.) Esto puede hacerse en casa, en un templo o al aire libre; por una persona ordinaria o por un profesional (como un sacerdote taoísta); y el altar puede presentar cualquier número de deidades o tablas ancestrales. El Baibai suele realizarse de acuerdo con determinadas fechas del calendario lunar/solar (véase calendario chino).
En determinadas fechas, se pueden ofrecer alimentos como sacrificio a los dioses y/o espíritus de los difuntos. (Véanse, por ejemplo, el Festival de Qingming y el Festival de los Fantasmas.) Puede tratarse de arroz, cerdos y patos sacrificados o frutas. Otra forma de sacrificio consiste en la quema de Billetes de banco del infierno, bajo el supuesto de que las imágenes así consumidas por el fuego reaparecerán -no como una mera imagen, sino como el objeto real- en el mundo de los espíritus, y estarán disponibles para que el espíritu difunto las utilice. En la religión popular taoísta, a veces se dan pollos, patas de cerdo y cabezas de cerdo como ofrendas. Pero en la práctica taoísta ortodoxa, las ofrendas deben ser esencialmente incienso, velas y ofrendas vegetarianas.

## Budismo

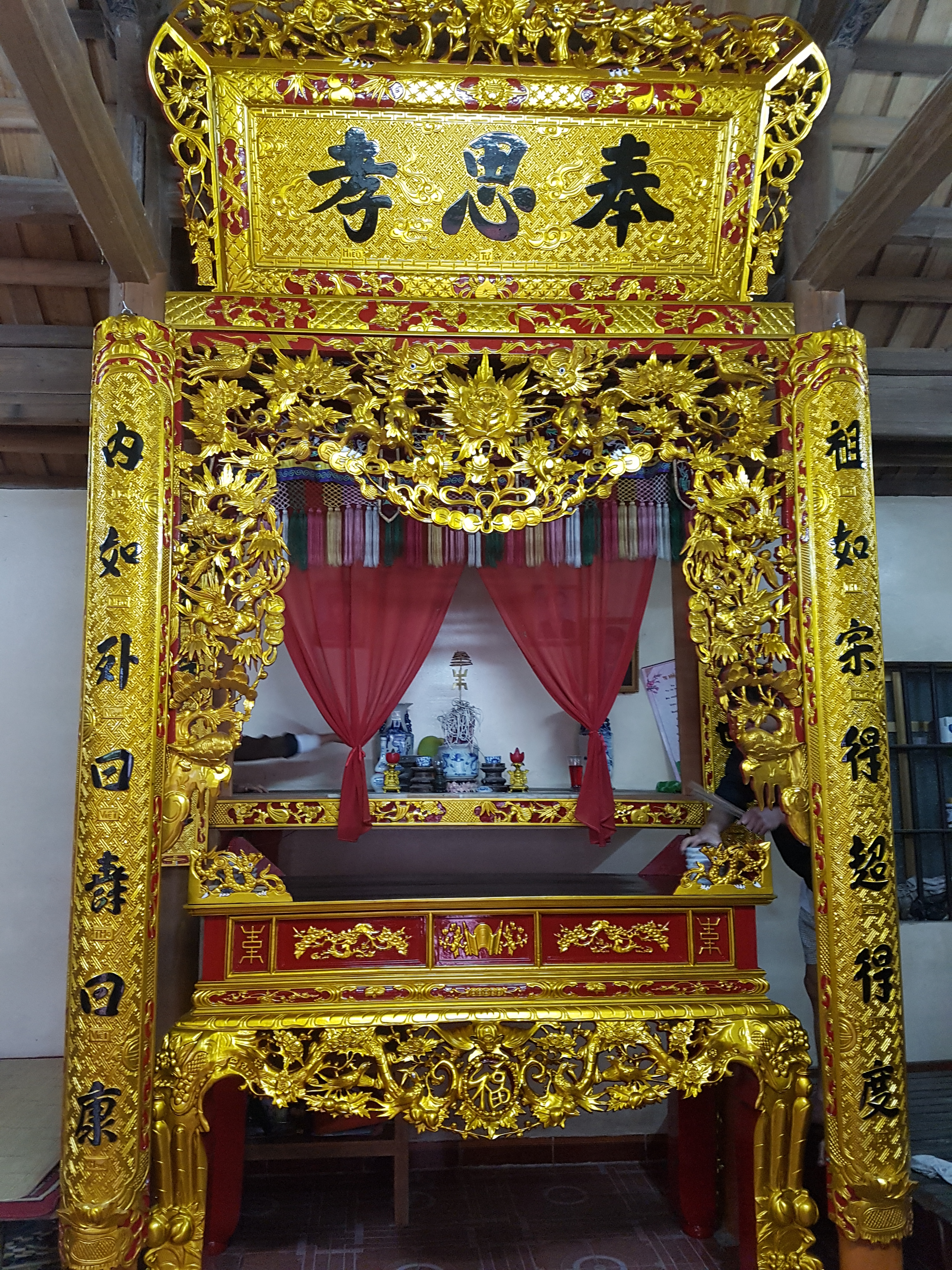
Un bàn thờ (mesa de adoración) es un altar utilizado en el culto ancestral y en la adoración de Budas y Dioses en Vietnam

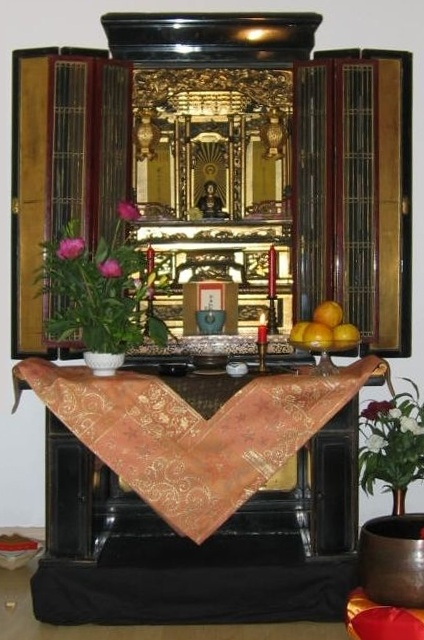
Un butsudan en el templo budista ShinDo

En las culturas seguidoras del budismo se encuentran estructuras como el bàn thờ, butsudan o casa de los espíritus en los templos o en los hogares. El butsudan es un armario de madera con puertas que encierra y protege una imagen religiosa del Buddha o de los Bodhisattvas (normalmente en forma de estatua) o un mandala pergamino, instalado en el lugar de mayor honor y centrado. Las puertas se abren para mostrar la imagen durante las celebraciones religiosas. Un butsudan suele contener artículos religiosos subsidiarios -llamados butsugu- como candelabros, quemadores de incienso, campanas y plataformas para colocar ofrendas como frutas. Algunas sectas budistas colocan "ihai", tablas conmemorativas para los familiares fallecidos, dentro o cerca del butsudan. Los butsudan suelen estar decorados con flores.
Se colocan en el templo o en el hogar como lugar de culto a Buda, a la Ley del Universo, etc. En el butsudan se colocan pergaminos (honzon) o estatuas y se reza por la mañana y por la noche. [Los budistas zen también meditan ante el butsudan.
El diseño original del butsudan comenzó en India, donde la gente construía altares como lugar de ofrenda a Buda. Cuando el budismo llegó a China y Corea las estatuas de Buda se colocaron sobre pedestales o plataformas. Los chinos y coreanos construyeron muros y puertas alrededor de las estatuas para protegerlas del clima y también adaptaron elementos de sus respectivas religiones indígenas. Así podían ofrecer con seguridad sus oraciones, incienso, etc. a la estatua o pergamino sin que se cayera y se rompiera.